# Stazione di Moccaro
La stazione di Moccaro è la fermata ferroviaria a servizio dell'omonima frazione della città di Avigliano. La stazione è sotto la gestione delle FAL.

## Dati ferroviari
La fermata dispone di un fabbricato viaggiatori, che ospita, la banchina e la pensilina.
È dotata di un binario passante utilizzato per il servizio viaggiatori.

## Movimento passeggeri e ferroviario
Nella fermata fermano i treni del servizio metropolitano di Potenza.